# Православ'я в Чернівецькій області
Православ'я на Чернівеччині — Православ'я в Чернівецькій області — Православ'я у Північній Буковині.

## Історія

### Християнізація Буковини
Християнізації Буковини сягає апостольських часів. Апостол Андрій проповідував у землях Скіфії, у межах яких знаходилась і Буковина. Окремі джерела вказують, що в І ст. християнство населенню Прикарпаття та Подністров'я проповідував Апостол Павло.
За часів імператора Траяна, між жителями східних провінцій Римської імперії та представниками сусідніх племінних об'єднань виникли не тільки торгово-економічні, але й релігійно-культурні відносини. Християнські місіонери проникали не тільки в завойовані Римом землі, але і на суміжні території.

### Руський період
Остаточно християнство закріпилось на Буковині у часи Рівноапостольного Володимира Великого (980-ті), завдяки якому буковинські землі увійшли до складу Древньоруської держави, де християнство стало державною релігією. До середини ХІІ ст. місцеві парафії входили доскладу Київській митрополії та підпорядковувались безпосередньо київським митрополитам.

Із формуванням Галицької єпархії (1156) Буковина (Шипинська земля), як складова Галицького князівства перейшла під управління Галицьких єпископів та митрополитів.

Після монголо-татарської навали зв'язки з Галицькою Руссю були розірвані, а Галицько-Волинська держава припинила існування. Як наслідок буковинські землі з 1367 року увійшли до складу новоствореного Молдавського воєводства. Але й тоді місцеві парафії продовжували залишатись у складі Галицької митрополії.

Перші єпископи молдавської церкви були рукоположеними (1371-1394) галицьким митрополитом Антонієм.

### Молдавський період
1401-го р. остаточно сформувалась Молдавська митрополія під зверхністю Константинопольського патріархату. Для управління церковним життям у північних землях (зокрема Чернівецька та Хотинська землі) Молдавії було створено Радівецьку єпархію на чолі з радівецьким єпископом.
Богослужбовою та діловою мовою — була церковнослов'янська. Тільки з перенесенням (разом з столицею) кафедри молдавських митрополитів з Сучави до Ясс почали впроваджувати церковнорумунську мову. Розпочалася тотальна румунізація православної церкви, яку проводили, призначені Османською імперією, фанаріоти.

### Австрійський період
У 1774-1775 р.р. західна частина Буковини відійшла Габсбурзькій монархії. Практично відразу приступили до реорганізації церковного устрою у краї. Усі місцеві парафії та монастирі були виведені з Молдавської митрополії, та об'єднані в Чернівецько-Буковинську єпархію з переносом кафедри в Чернівці (1781). Водночас єпархію включили до складу Карловацької митрополії.

Для підтримки й розвитку церковної інфраструктури було створено Релігійний фонд Буковини. Для підвищення освітнього рівня духівництва 1786-го р. було засновано Сучавську клірикальну школу, яку пізніше перенесли в Чернівці, а в 1827 році на її базі створили «Чернівецький богословський інститут».

Суттєвих якісних змін Буковинська єпархія зазнала за правління (1835-1873) першого владики з-поміж українців — Євгенія (Гакмана). З огляду на те, що навіть в столиці «австрійської Буковини» на той час не було жодного кам'яного храму, у першу чергу було розпочато масштабне будівництво культових споруд. Завдяки старанням архієрея було споруджено Свято-Духівський кафедральний собор, Церкву Св. Параскеви Сербської, розпочато і майже завершено спорудження архітектурної перлини — Резиденції митрополитів Буковини і Далмації.

Значну увагу владика Євгеній приділяв зрівнянню в правах українців та румунів. Йому вдалося зупинити тотальну румунізацію церковного житті на Буковині, ввести українську мову у діловодство як другу офіційну. При цьому, єпископ Гакман зумів не допустити приєднання Буковинської єпархії до створеної Семигородської митрополії (об'єднала всі румунські парафії Австро-Угорської імперії). Особистою заслугою владики Євгенія є також піднесення місцевої єпархії до статусу Буковинської митрополії, яка була фактично автокефальною.

Неоціненним є внесок Євгенія (Гакмна) у створення Чернівецького університету з теологічним факультетом на базі «Богословського інституту». Щоправда до реалізації цього проекту владиці дожити не судилося.

### Російський період
Після ліквідації Радівецької єпархії та Хотинської райї, парафії та монастирі східної части Буковини були об'єднані (1783) в Хотинську єпархію. Її історія була не тривалою.
За Бухарестським мирним договором (1812) до Російської імперії було приєднано східну частину Молдавського князівства, на якій утворили Бессарабську губернію. Хотинську єпархію ліквідували, а місцеві парафії та монастирі включили до сформовано Кишинівсько-Хотинську єпархію РПЦ.

### Румунський період
Після розпаду Австро-Угорської та Російської імперій, королівська Румунія приєднала Південну Буковину, та всупереч волі місцевого населення — окупувала Північну Буковину (1918-1919). Буковинську митрополію та Кишинівсько-Хотинську єпархію було приєднано до РумПЦ.
1925-го р. було прийнято закон «Про організацію Румунської Православної Церкви». Сама Церква одержала статус патріархії й складалася з 5 митрополій, кожна з яких об'єднувала кілька єпархій. Чернівецький архієрей одержав митрополичий титул, і в його підпорядкування перейшла, крім Буковинської, ще й Хотинська єпархія (з центром у місті Бєльці). Чернівецький владика був інтронізований з титулом — митрополит Буковини й Хотина.
1935-го р. новий Чернівецький архієрей був інтронізований з титулом — митрополит Буковини, Хотина й Мармарощини, оскільки в його підпорядкування перейшла ще Мармароська єпархія.
Негативним моментом цього періоду було проведення всеохопної та тотальної румунізації, що викликало невдоволення і спротив українського населення. Вкрай негативно було сприйнято календарну реформу, коли з 1 січня 1928 року Румунська патріархія перейшла на григоріанський календар.
29 червня 1940 року в результаті Прутського походу територія Північної Буковини (практично без жодного пострілу) була звільнена від іноземних загарбників. З місцевих парафій та монастирів було утворено Чернівецьку єпархію РПЦ на чолі з єпископом Дамаскіним (Малютою).
Під час нацистсько-румунської окупації (1941-1944) буковинські парафії тимчасово знову очолювались румунським архієпископом.

### Радянський період
У березні 1944 року Північну Буковину було остаточно звільнено й на її землях утворено Чернівецьку область УРСР. Відновлено Чернівецьку єпархію.
У червні 1944 року синодом РПЦ у Чернівецьку єпархію був направлений протоієрей Євфимій (Ковернинський), який став єпархіальним благочинним і настоятелем кафедрального собору в Чернівцях. На початку 1945 року він прийняв чернечий постриг з ім'ям Феодосій і був призначений єпископом Чернівецьким і Буковинським.
Протягом 1944-1945 р.р. духовенство єпархії перейшло під юрисдикцію Московського патріархату. Юридичні питання було вирішено в результаті переговорів між керівництвом Радянського Союзу та СРР.
Чернівецька єпархія в повоєнні роки налічувала близько 370 парафій, 200 священиків, мала 2 монастирі: Свято-Іоанно-Богословський чоловічий «Хрещатик» і Введенський жіночий монастир.
У кінці 1950-их — початку 1960-их р.р. в СРСР відбувалася антицерковна кампанія. Було закрито близько 100 храмів і 2 монастирі. Кардинальним чином ситуація змінилась у другій половині 1980-их р.р. під час перебудови, особливо після святкувань 1000-ліття Хрещення Руси.

## Сучасність
З 1991 року Північна Буковина — Чернівецька область України. Православ'я на теренах області (як і в державі загалом) у даний час не є єдиним цілим. В регіоні функціонують три православні конфесії.

### РПЦ в Україні
Чернівецько-Буковинська єпархія. Архієрей: Митрополит Чернівецький і Буковинський Мелетій (Єгоренко) До складу єпархії входять — 400 парафій та 12 монастирів. Діють Чернівецький православний богословський інститут та 35 недільних шкіл.

### Православна церква України
На території Чернівецької області діють 3 єпархії ПЦУ.
Кіцманська єпархія ПЦУ. Архієрей: Архієпископ Чернівецький і Кіцманський Онуфрій (Хаврук). До складу єпархії входять — 30 парафій.
Чернівецька єпархія ПЦУ. Архієрей: Митрополит Чернівецький і Буковинський Данило (Ковальчук). До складу єпархії входять — 76 парафій, 2 монастирі.
Чернівецько-Хотинська єпархія ПЦУ. Архієрей: єпископ Чернівецький і Хотинський Герман (Семанчук). До складу єпархії входять — 18 парафій. До єпархії відноситься теологічний факультет ЧНУ ім. Ю.Федьковича.

## Галерея

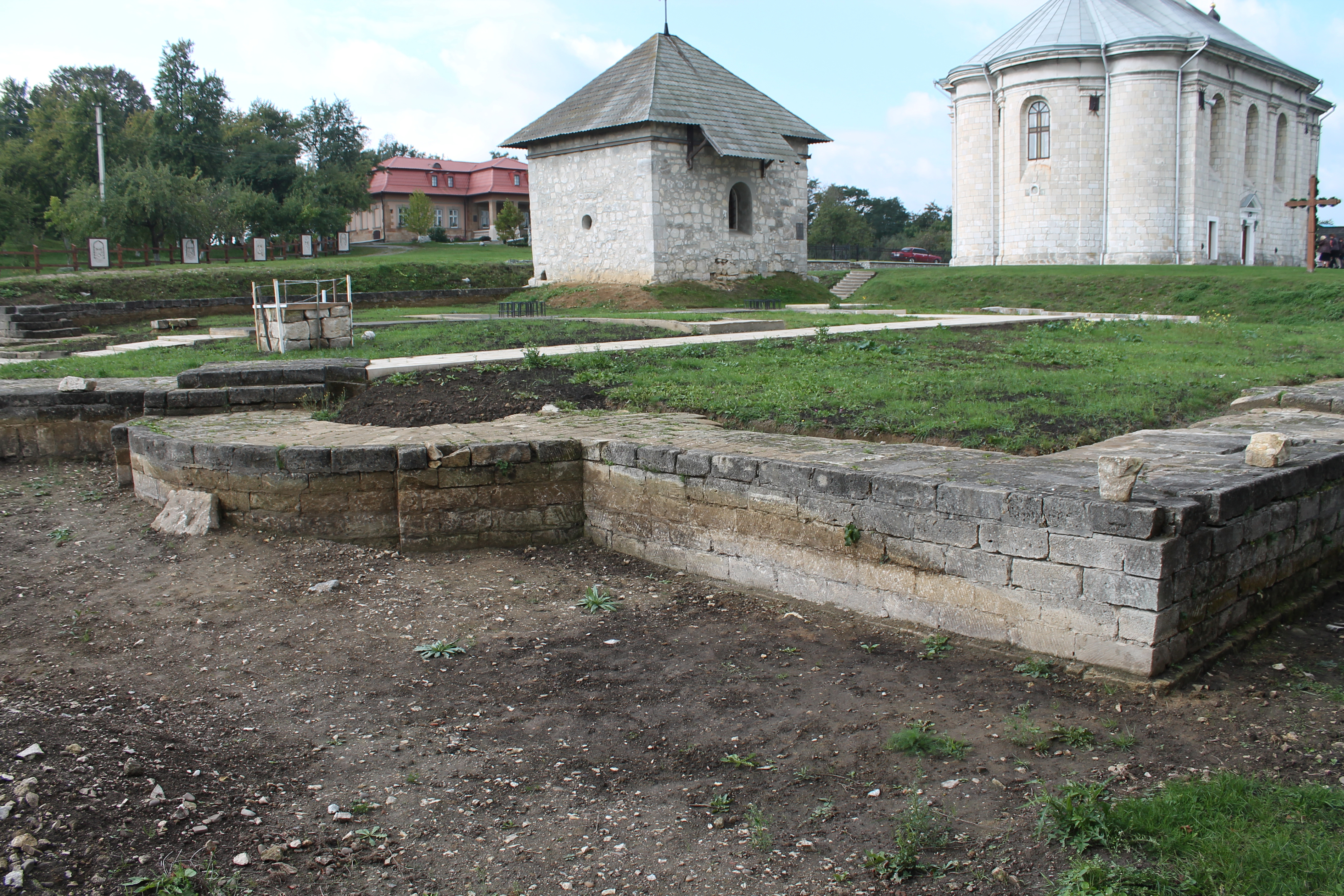
Успенська церква в Галичі (відбудована на місці зруйнованого Успенського кафедрального собору Галицької єпархії)
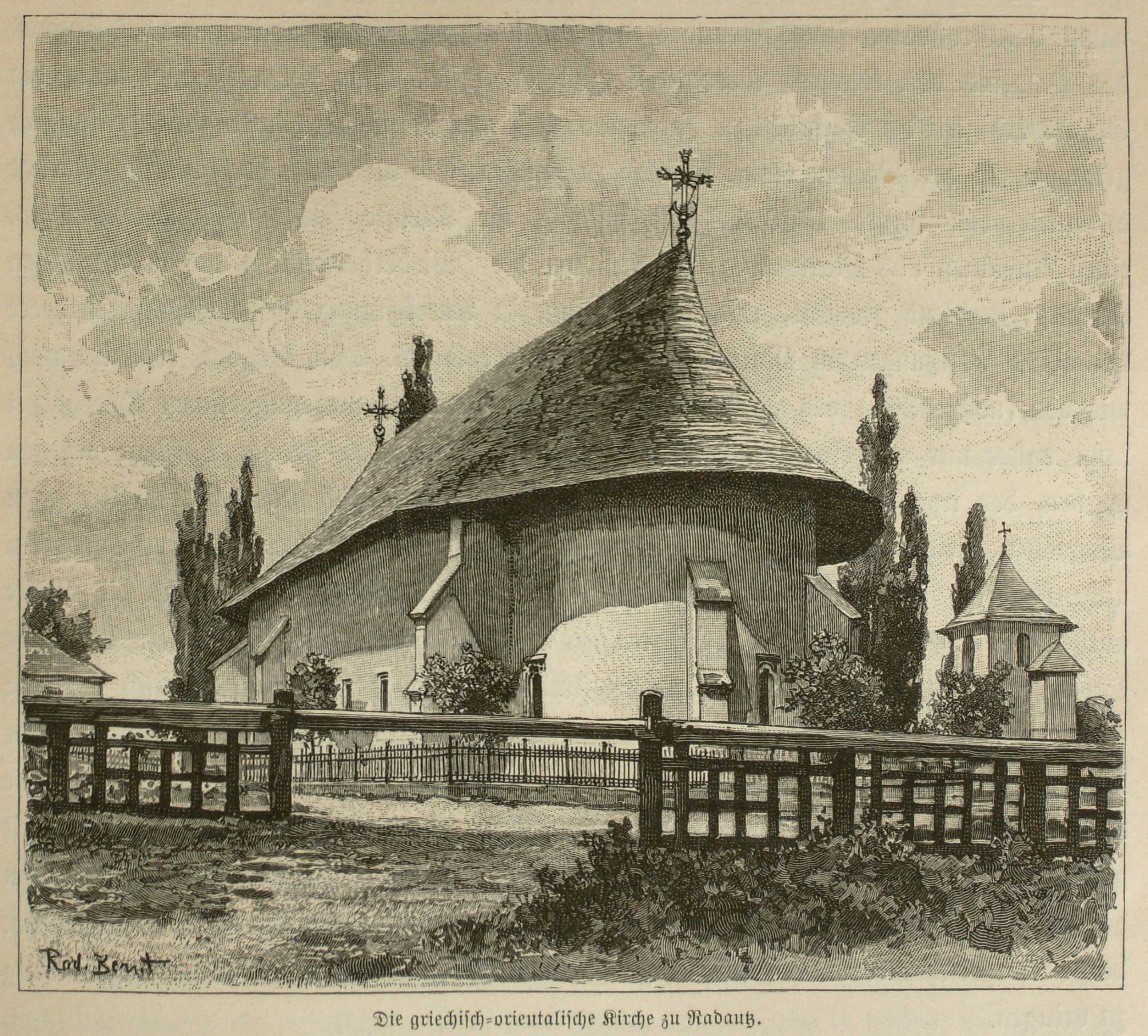
Свято-Миколаївська кафедральна церква Радівецької єпархії у Радівцях
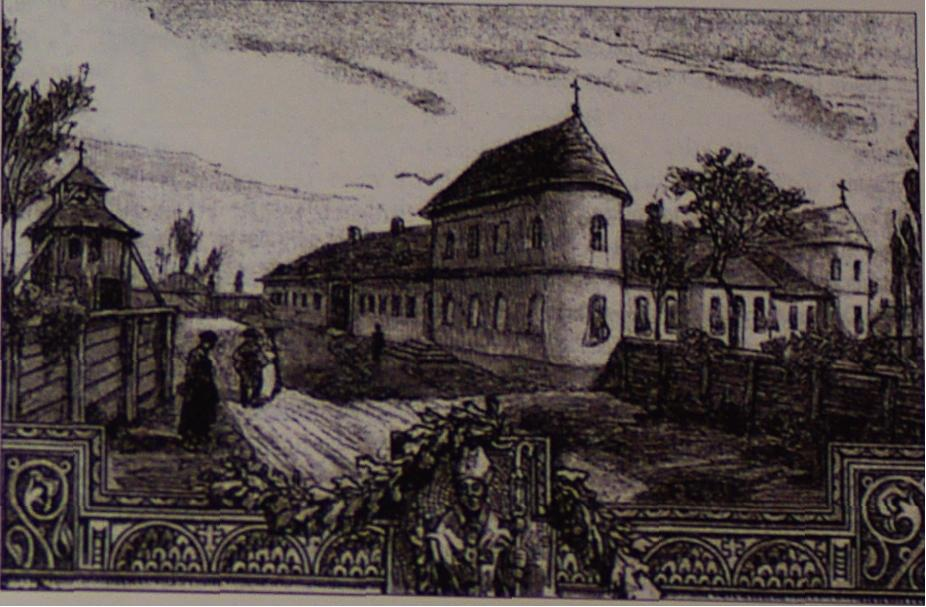
Резиденція єпископів Чернівецьких та Буковинських
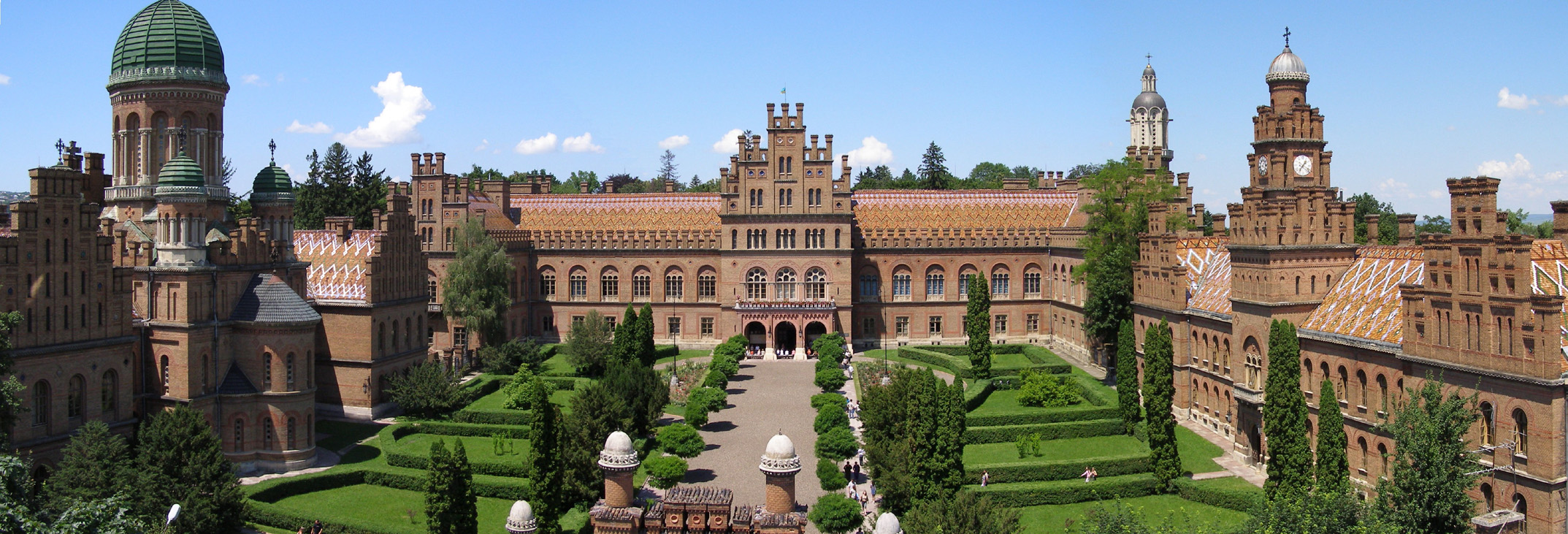
Резиденція митрополитів Буковини і Далмації
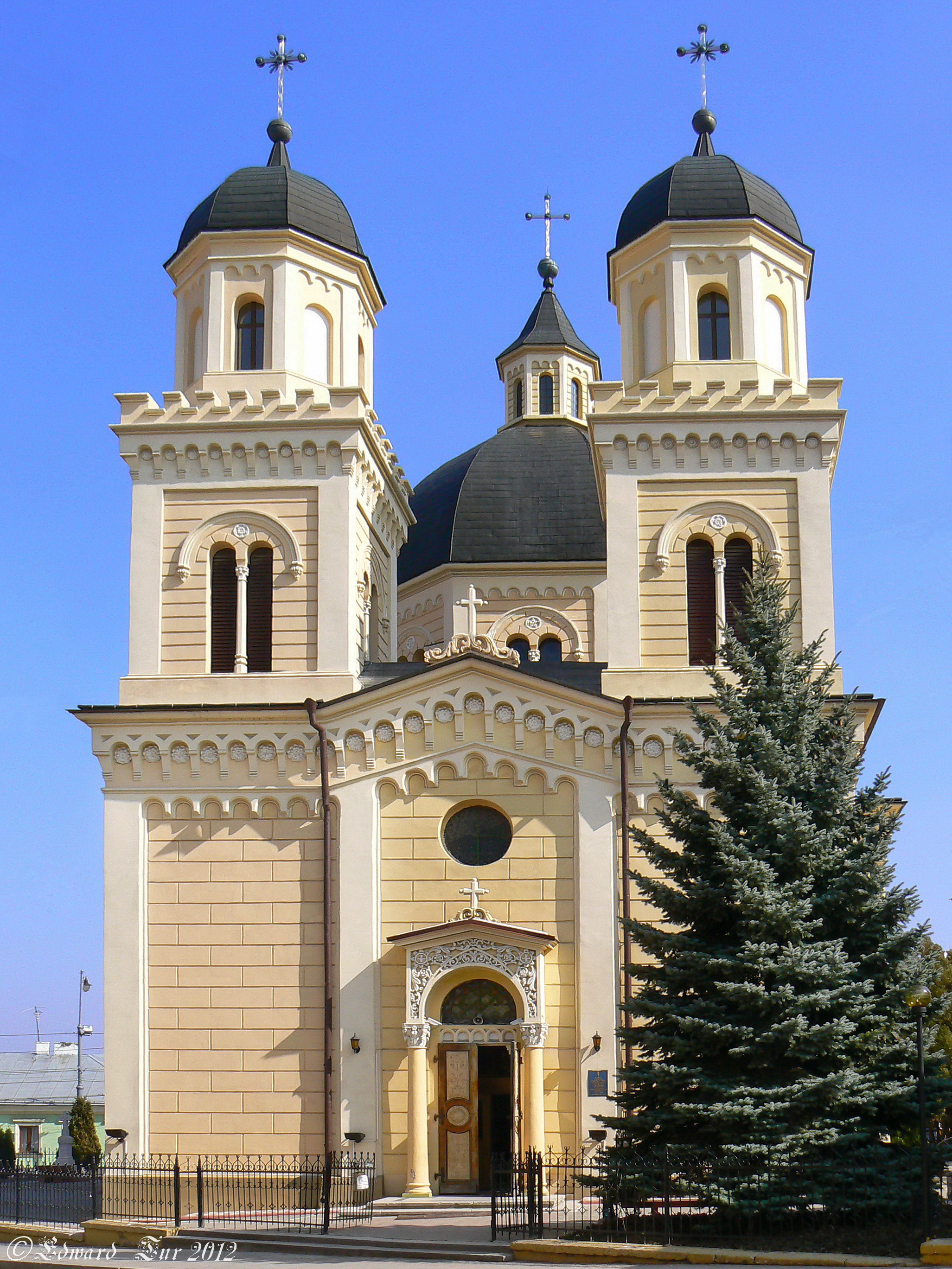
Кафедральна собор Св. Параскеви Сербської (УПЦ КП) в Чернівцях